# Anisographe multiguttata
Anisographe multiguttata är en fjärilsart som beskrevs av W. Warren 1907. Anisographe multiguttata ingår i släktet Anisographe och familjen mätare. Inga underarter finns listade i Catalogue of Life.